# Alto da Fóia

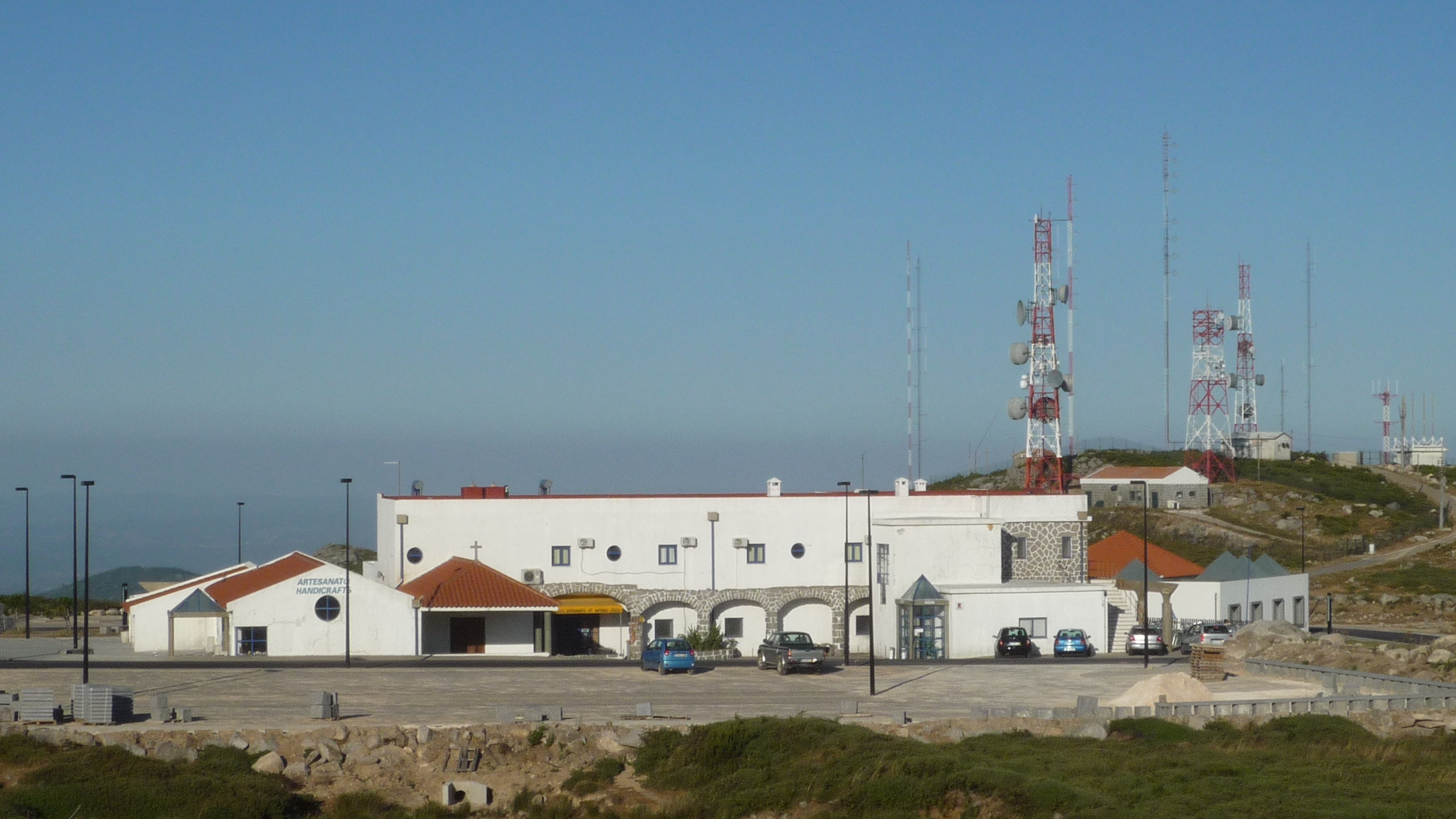
la sommità

L'Alto da Fóia è la montagna più alta dell'Algarve, con un'altitudine di 902 metri e una prominenza topografica di 739. Appartiene alla Serra de Monchique e si trova a 37.314795 ° N 8.596244 ° W nella parrocchia di Monchique.
La strada è asfaltata fino alla cima, sulla quale sono piantate diverse strutture di telecomunicazione tra cui la stazione radar numero 1 della Força Aérea Portuguesa. Nelle giornate limpide si può vedere l'Oceano Atlantico.